# Didymodon gorodkovii
Didymodon gorodkovii là một loài Rêu trong họ Pottiaceae. Loài này được (Abramova & I.I. Abramov) Schljakov mô tả khoa học đầu tiên năm 1999.